# Головко Арсеній Григорович
Головко́ Арсе́ній Григо́рович (нар. 10 (23) червня 1906 — пом. 17 травня 1962) — радянський воєначальник, військово-морський діяч, адмірал (1944), командуючий Північним флотом в роки німецько-радянської війни.

## Біографія

### Рання кар'єра
Народився в станиці Прохолодна на Північному Кавказі, в Кабардино-Балкарії, один з семи дітей. Батько — козак, ветфельдшер, мати — селянка. У 1920 році вступив до комсомолу, два роки навчався на робітфаку в Ростові-на-Дону і підробляв в порту. Після робітфаку він поїхав до Москви, вчився у Сільськогосподарській академії імені Тімірязєва. У 1925 році Головко по комсомольському набору направили на Балтійський флот..
У листопаді 1925 року — травні 1928 року вчився у Військово-морському училищі імені М. В. Фрунзе. Після закінчення училища направили в Морські сили Чорного моря. З травня по вересень 1928 рік служив вахтовим начальником есмінця «Фрунзе», потім до листопада 1929 року — командиром взводу, штурманом канонерського човна «Ленін».

У листопаді 1929 року — жовтні 1930 року — груповий штурман канонерських човнів Морських сил Каспійського моря. У жовтні 1930 року — травні 1931 року Головко навчався в мінному секторі Спеціальних курсів комскладу ВМС РСЧА. Після курсів його направили в Морські сили Балтійського моря. З травня по листопад 1931 року він був дивізіонним мінером дивізіону ескадрених міноносців.

У листопаді 1931 року — березні 1932 року Головко був викладачем Спеціальних курсів комскладу ВМС РСЧА.

### Передвоєнні роки
У 1932 році направили флагманським мінером бригади тралення Тихоокеанського флоту. З січня 1933 року по серпень 1936 року Головко служив начальником штабу загону торпедних катерів особливого призначення, начальником штабу і командиром бригади торпедних катерів. Разом із товаришем по училищу А. В. Кузьміним він проводив експерименти з ефективного використання торпедних катерів, був прихильником нічних атак і одного разу на навчаннях флоту непомітно проскочив в бухту Золотий Ріг.

У 1937 році А. Г. Головко з групою добровольців направили в Іспанію. Там він під ім'ям дон Симон Гарсія Галвіс став радником начальника головної бази флоту Картахени.

Моряк брав участь у розробці планів операцій, виходив у море зустрічати транспорт з СРСР, з його ім'ям пов'язано потоплення франкістського крейсера «Балеарес». Моряка нагородили орденом Червоного Прапора. Після повернення його направили на Північний флот. Головко був на посаді начальника штабу флоту (травень — червень 1938 року), командував дивізіоном есмінців Північного флоту (червень — серпень 1938 року).

З серпня 1938 року по липень 1939 року командував Каспійською військовою флотилією, потім до липня 1940 року — Амурською військовою флотилією. 29 липня 1939 року він став флагманом 2-го рангу, 4 червня 1940 року йому присвоєно звання контр-адмірал.

26 липня 1940 року флагмана призначили командувачем Північним флотом. У цій посаді Арсеній Григорович пройшов усю Велику Вітчизняну війну. Для підняття боєздатності командувач поставив на ремонт максимальну кількість кораблів, а командирам інших наказав готувати екіпажі по-бойовому, без умовностей, в будь-яку погоду. Береговим артилеристам слід було боротися за перший залп, тилу — забезпечувати всім необхідним найвіддаленіші точки. Головко налагодив взаємодію з армією. Після загибелі підводного човна «Д-1» Головко, крім суворої догани, отримав вказівку проводити навчання на глибинах, що не перевищують робочої глибини занурень підводних човнів, але в Баренцевому морі такої можливості не було. Щоб не зірвати бойову підготовку, командувач ризикнув ігнорувати заборону. До травня 1941 року підводники вже відпрацьовували торпедні атаки.

### Німецько-радянська війна
У перші дні війни противник накопичував сили біля кордону, діючи з повітря. Незважаючи на перевагу ворожої авіації в чисельності, літаки флоту завдавали ударів по аеродромах і портах противника, вступали в повітряні бої. Командувач зазначив незвичайний випадок, коли тихохідний розвідник МБР-2 атакував «Юнкерс» і змусив його відступити.

Командуванням флоту було евакуювано мирне населення, перевозили підкріплення для армії. Так як бракувало ескортних судів і пального для них,Головко вирішив відправити понад 155 торговельних і риболовецьких суден в Біле море вдень без охорони, поодинці і з різними інтервалами, а ворожу авіацію відвернути нальотами на її аеродроми. В результаті нестандартного рішення всі судна досягли мети благополучно.

Пізніше Головко писав:
|  | «Розрахунок виявився вірним. Ризик був необхідний, доцільний і тому виправданий. Тепер можна сказати: ще одне зіткнення розумів у війні на морі тут, у Заполяр'ї, виграно нами.». |

29 червня гітлерівці перейшли в наступ на суші і відтіснили нечисленні сили 14-ї армії. Підтримка армії стала найважливішим для командувача флотом, бо наступ загрожував головній базі флоту. Ще до отримання наказу з Москви Головко вислав есмінці для артилерійської підтримки військ; хоча і міг їх прикрити з повітря лише 6 винищувачами. Завдяки тому, що один з полків 14-ї армії втримав позицію на гірському хребті Мустая-Тунтурі, німцям не вдалося прорватися до Мурманська. Згодом ця позиція була передана флоту, і моряки обороняли Північний оборонний район 3 роки. Флоту довелося сформувати і терміново відправити на фронт загони з корабельних фахівців, бо морською піхоти він не мав.

У складі Північного флоту було 8 есмінців, 7 сторожових кораблів, 2 тральщика, 15 підводних човнів, 15 мисливців за підводними човнами, інші судна і кораблі; чисельно він не поступався німецьким силам в портах Норвегії, але в будь-який момент противник міг підвести підкріплення. З 116 літаків половину становили старі машини; ворог мав явну перевагу в авіації, яка і ставала причиною загибелі кораблів і суден.

У 1941 році німецькі есмінці потопили збройні траулери «Пассат» і «Туман», гідрографічне судно «Меридіан» та інші судна. Підводники Північного флоту на початку війни не домагалися результатів, поки не була відпрацьована тактика торпедних атак.

Головко про підводників писав:
|  | «До них успіх прийшов далеко не відразу, незважаючи на рішучість і відвагу командирів та екіпажів. Цих якостей було ще недостатньо, щоб окремі удачі змінилися постійним успіхом. Вирішували досвід, доскональне вивчення театру і прийомів противника, знання перешкод, та природних, і спеціально підготовлених гітлерівцями на тій чи іншій дільниці, мистецтво пошуку, майстерність при виборі моменту і напрямки торпедної атаки плюс спокійна військова зухвалість, приголомшуюча ворога».. |

Успіх підводникам приносили не тільки торпедні атаки, застосовували артилерію, а з часом і міни, які ставили у ворожих баз. 16 вересня 1941 року А. Г. Головко підвищили у віце-адмірали. У січні-березні 1943 року на Північний флот прибуло 5 підводних човнів, які прийшли з Тихого океану, обігнувши половину земної кулі. Підводники відразу включилися в бойові дії. До початку 1944 року Північний флот мав у своєму розпорядженні 23 підводні човни, 8 есмінців, 20 сторожових кораблів, 14 торпедних катерів, 63 мисливця і сторожові катери, 36 базових та 40 катерів-тральщиків, 353 літаки. Була сформована ескадра зі старих лінкора, крейсера та есмінців, отриманих від союзників за рахунок розділу італійського флоту.

31 березня 1944 року за заслуги Головко підвищили в адмірали. У ході війни командувач Північним флотом застосував нові форми ведення збройної боротьби: проведення нападів на комунікації противника різними силами флоту (авіація, підводні човни, катери), використання підводних човнів методом нависаючої завіси, топмачтове бомбометання і низьке торпедометання для атак кораблів та суден. Північний флот провів кілька операцій з охорони внутрішніх комунікацій та зовнішніх конвоїв. Для оборони союзних конвоїв кораблі флоту здійснили 868 виходів у море, провели більше 1400 транспортів. Ім'я Головко не раз відзначали у наказах Верховного головнокомандування. Нарком ВМФ Н. Г. Кузнєцов вважав, що Головко був одним із найосвіченіших флотоводців, а успішні дії флоту на Півночі є найкращою атестацією для командувача.

### Післявоєнний період
З квітня 1946 року по лютий 1947 року — заступник начальника Головного штабу, а потім до березня 1950 року — начальник Головного штабу — заступник головнокомандувача ВМС.

З березня 1950 року до серпня 1952 року — начальник Морського генерального штабу — перший заступник військово-морського міністра.

З 6 серпня 1952 року по 27 січня 1956 року Головко командував 4-м флотом на Балтиці. Під його прапором флот здійснював перші походи за кордон.

З листопада 1956 року Арсеній Григорович був першим заступником головкому ВМФ, вніс вагомий внесок у будівництво флоту, у вдосконалення його боєготовності. Був депутатом Верховної Ради СРСР 2-го і 4-го скликань. У ході Другої світової війни адмірал вів щоденник, записи якого лягли в основу його мемуарів «Разом з флотом».

17 травня 1962 року помер у Москві.

Похований на Новодівичому цвинтарі. Пам'ятник на могилі виконав скульптор Л. Кербель. Це була найбільша подяка за ту підтримку, яку молодий моряк отримав від адмірала А. Г. Головко.

## Нагороди
- 4 Ордена Леніна (1943 р., 1944 р., 1950 р., 1956 р.)
- 4 Ордени Червоного Прапора (1938 р., 1941 р., 1945 р., 1956 р.)
- 2 Ордена Ушакова 1 ступеня (1944 р., 1945 р.)
- 2 Ордена Червоної Зірки (1944 р.)
- Орден Нахімова 1 ступеня (1944 р.)
- Медаль «XX років Робітничо-Селянській Червоній Армії»
- Медаль «30 років Радянській Армії та Флоту»
- Медаль «За перемогу над Німеччиною»
- Медаль «40 років Збройних Сил СРСР»
- Медаль «За оборону Радянського Заполяр'я»

Іноземні нагороди:
- норвезькі: Орден Святого Олафа ступеня Великого хреста
- югославські: Орден братерства і єдності, Партизанська зірка І ступеня[2]

## Особисте життя
|  | «...Чудовий був чоловік - талановитий, красивий, добрий. Дозволяв мені витрачати його гроші, вони в мене витікали між пальців. І в борг я давала. Коли він помер, ніхто борги не повернув, та я й не питала...» - згадує вдова Кіра Миколаївна. |

У 1944 році при трагічних обставинах померла перша жінка Арсенія Григоровича. Потім був роман з актрисою
Великого Театра Ніною Горською.

У 1948 році адмірал Арсеній Григорович одружився з актрисою театра Кірою Івановою.

Дочка — Наталія, актриса. У 1974 році закінчила Школу-студію МХАТ(курс А. М. Карева), грала на сцені МХАТ.

Син — Михайло, офіцер ВМФ, капітан 1-го рангу. У 1971 році закінчив Вище військово-морське училище ім. М. В. Фрунзе, в 1978 році — Військово-морську академію. Служив на Чорноморському та Північному флотах, потім у Москві, у журналі «Морський збірник».

## Пам'ять
- 18 грудня 1962 року ім'ям флотоводця назвали ракетний крейсер «Адмірал Головко» (колишній «Доблесний»).
- У місті, де народився А. Г. Головко, його ім'ям названа одна з центральних вулиць, яка перетинає місто з заходу на схід, а також школа № 4[11]. В одному із скверів у центрі міста встановлено пам'ятник адміралу[12].
- Імені А. Г. Головка названа одна з основних магістралей Нальчика, вулиці в Сєвероморську[13], Балтійську.